# NGC 1346
NGC 1346 (другие обозначения — MCG -1-9-42, KUG 0327-057, IRAS03277-0542, PGC 13009) — спиральная галактика (Sb) в созвездии Эридан.
Этот объект входит в число перечисленных в оригинальной редакции «Нового общего каталога».
Относится к сейфертовским галактикам. Изначально NGC 1346 относили к типу I, но в работе был исследован её спектр  и показано, что он отличается от полученных ранее спектров галактики, и её следует относить к типу II.